# Futbol Club Barcelona Bàsquet 2015-2016
Questa voce raccoglie le informazioni riguardanti il Futbol Club Barcelona Bàsquet nelle competizioni ufficiali della stagione 2015-2016.

## Stagione
La stagione 2015-2016 del Futbol Club Barcelona Bàsquet è la 58ª nel massimo campionato spagnolo di pallacanestro, la Liga ACB.

## Roster
Aggiornato al 4 ottobre 2021.
| FC Barcelona Lassa 2015-16 | FC Barcelona Lassa 2015-16 |
| Giocatori                  | Staff tecnico              |
| -------------------------- | -------------------------- |

| N. | Naz.                                       | Ruolo | Nome                    | Anno | Alt.   | Peso   |  |
| -- | ------------------------------------------ | ----- | ----------------------- | ---- | ------ | ------ |  |
| 5  | Stati Uniti (bandiera) · Kosovo (bandiera) | AG    | Justin Doellman         | 1985 | 206 cm | 95 kg  |  |
| 6  | Stati Uniti (bandiera)                     | C     | Joey Dorsey             | 1983 | 203 cm | 125 kg |  |
| 8  | Spagna (bandiera)                          | G     | Pau Ribas               | 1987 | 194 cm | 95 kg  |  |
| 9  | Nigeria (bandiera)                         | C     | Shane Lawal             | 1986 | 208 cm | 102 kg |  |
| 10 | Spagna (bandiera)                          | GA    | Álex Abrines            | 1993 | 198 cm | 86 kg  |  |
| 11 | Spagna (bandiera)                          | G     | Juan Carlos Navarro (C) | 1980 | 192 cm | 82 kg  |  |
| 13 | Rep. Ceca (bandiera)                       | PG    | Tomáš Satoranský        | 1991 | 201 cm | 92 kg  |  |
| 14 | Bulgaria (bandiera)                        | AG    | Aleksandăr Vezenkov     | 1995 | 206 cm | 102 kg |  |
| 20 | Svezia (bandiera) · Spagna (bandiera)      | AP    | Marcus Eriksson         | 1993 | 201 cm | 87 kg  |  |
| 21 | Senegal (bandiera) · Spagna (bandiera)     | C     | Moussa Diagne           | 1994 | 211 cm | 103 kg |  |
| 23 | Giamaica (bandiera)                        | C     | Samardo Samuels         | 1989 | 206 cm | 118 kg |  |
| 24 | Stati Uniti (bandiera) · Spagna (bandiera) | G     | Brad Oleson             | 1983 | 191 cm | 88 kg  |  |
| 30 | Porto Rico (bandiera)                      | P     | Carlos Arroyo           | 1979 | 188 cm | 90 kg  |  |
| 33 | Grecia (bandiera)                          | AP    | Stratos Perperoglou     | 1984 | 203 cm | 104 kg |  |
| 44 | Croazia (bandiera)                         | C     | Ante Tomić              | 1987 | 217 cm | 119 kg |  |
| -  | Serbia (bandiera) · Spagna (bandiera)      | PG    | Stefan Peno             | 1997 | 193 cm | 91 kg  |  |

| Allenatore                                                                          |
| - Xavi Pascual                                                                      |
| Assistente/i                                                                        |
| - David García - Iñigo Zorzano Legenda - (C) Capitano - (IN) Inattivo - Infortunato |

## Mercato

### Sessione estiva
| Acquisti | Acquisti            | Acquisti          | Acquisti               | Acquisti |
| R.a      | Nome                | da                | Modalità               |          |
| -------- | ------------------- | ----------------- | ---------------------- | -------- |
| C        | Samardo Samuels     | Olimpia Milano    | definitivo             |          |
| P        | Carlos Arroyo       | Cang. de Santurce | definitivo             |          |
| AG       | Aleksandăr Vezenkov | Aris Salonicco    | definitivo (315.000 €) |          |
| G        | Pau Ribas           | Valencia          | definitivo             |          |
| AP       | Stratos Perperoglou | Anadolu Efes      | definitivo             |          |
| C        | Shane Lawal         | Dinamo Sassari    | definitivo             |          |
| AG       | Emir Sulejmanović   | Orlandina         | fine prestito          |          |
| G        | Marc García         | Manresa           | fine prestito          |          |
| C        | Moussa Diagne       | Fuenlabrada       | definitivo             |          |

| Cessioni | Cessioni           | Cessioni          | Cessioni          | Cessioni |
| R.       | Nome               | a                 | Modalità          |          |
| -------- | ------------------ | ----------------- | ----------------- | -------- |
| A        | Deshaun Thomas     | San Antonio Spurs | fine contratto    |          |
| P        | Marcelinho Huertas | L.A. Lakers       | fine contratto    |          |
| G        | Edwin Jackson      | Málaga            | fine contratto    |          |
| AG       | Boštjan Nachbar    | Siviglia          | fine contratto    |          |
| C        | Tibor Pleiß        | Utah Jazz         | rescissione       |          |
| AP       | Mario Hezonja      | Orlando Magic     | fine contratto    |          |
| P        | Léo Westermann     | Limoges CSP       | riscatto prestito |          |
| C        | Maciej Lampe       | Beşiktaş          | rescissione       |          |
| AG       | Emir Sulejmanović  | Barcellona B      | prestito          |          |
| G        | Marc García        | Barcellona B      | prestito          |          |
| P        | Ludvig Håkanson    | VEF Rīga          | prestito          |          |

### Dopo l'inizio della stagione
| Acquisti | Acquisti        | Acquisti    | Acquisti         | Acquisti      |
| R.       | Nome            | da          | Data             | Modalità      |
| -------- | --------------- | ----------- | ---------------- | ------------- |
| P        | Ludvig Håkanson | VEF Rīga    | 30 gennaio 2016  | fine prestito |
| C        | Joey Dorsey     | Galatasaray | 19 febbraio 2016 | definitivo    |

| Cessioni | Cessioni        | Cessioni | Cessioni        | Cessioni |
| R.       | Nome            | a        | Data            | Modalità |
| -------- | --------------- | -------- | --------------- | -------- |
| P        | Ludvig Håkanson | Siviglia | 3 febbraio 2016 | prestito |